# Edith Heard
Pour les articles homonymes, voir Heard.
Edith Heard, née le 5 mars 1965 à Londres, est une généticienne britannique spécialiste en épigénétique. Ses travaux les plus renommés tentent d'expliquer l'inactivation du chromosome X par ce mécanisme modifiant l'expression des gènes. Le 1er octobre 2024, elle reçoit la médaille d'or du CNRS.

## Biographie

### Formation
Edith Heard suit des études de mathématique et physique, avant de s'orienter sur le tard vers la biologie et la génétique à l'Emmanuel College de l'université de Cambridge, où elle obtient un Bachelor of Arts en 1986. Elle effectue un doctorat sur le cancer dans le laboratoire du Imperial Cancer Research Fund et sous la direction de Mike Fried. Heard soutient son doctorat en 1990. Elle fait un postdoctorat à Paris, à l'Institut Pasteur puis est recrutée par le CNRS en 1993.

### Carrière professionnelle
En 2010, Edith Heard prend la direction de l'unité Génétique et biologie du développement de l'Institut Curie.
En 2012, Edith Heard est nommée professeure au Collège de France, titulaire de la chaire « épigénétique et mémoire cellulaire »,. Elle est lauréate de la médaille d'argent du CNRS en 2008 et du Grand Prix de l'Inserm en 2017.
En juin 2017, le Laboratoire européen de biologie moléculaire (EMBL) annonce que son conseil l'a élue comme cinquième directrice générale de l'organisation, pour un mandat débutant au 1er janvier 2019.
Elle est directrice élue de l'Institut Francis-Crick (en), et doit prendre ses fonctions à l'été 2025.

### Activités de recherche
Ses travaux les plus renommés tentent d'expliquer l'inactivation du chromosome X dans un cadre de ce mécanisme modifiant l'expression des gènes,,,,. Elle est nommée membre de l'Académie des sciences en décembre 2022.

### Polémiques
Edith Heard a co-signé avec Olivier Voinnet six articles scientifiques, dont un a été rétracté à la suite d'une incertitude statistique dont il fut ensuite prouvé qu'elle n'était pas fondée, tel qu'admis par le journal lui-même. La notice de rétractation indique que le laboratoire d'Edith Heard est exempt de responsabilité sur les erreurs de la publication. Un second article co-signé par Edith Heard et Oliver Voinnet, publié dans Cell, a fait l'objet d'une note éditoriale en juillet 2016 à propos d'une duplication d'image dont le laboratoire de Voinnet est exempt de toute responsabilité, ce que le journal Le Temps avait déjà confirmé en 2015.

## Distinctions
- Médaille d'or du CNRS (2024)[17]
- Membre de l'Académie des sciences (2022)
- Chevalière de la Légion d'honneur (2017)[18]
- Grand Prix de l'Inserm (2017)[19]
- Fellow de la Royal Society (2013)[20],[21]
- Science Heirloom for Women in Science (2012)[22]
- Grand Prix de la Fondation pour la recherche médicale (2011)
- Prix Jean Hamburger de la Ville de Paris (2009)
- Médaille d'argent du CNRS (2008)[23]
- Prix Otto Mangold de la German Society for Developmental Biology (2007)
- Premier prix de la Fondation Schlumberger pour l'éducation et la recherche (2005)
- Membre de l'Organisation européenne de biologie moléculaire (EMBO) (2005)